# Skallevikhalsen
Skallevikhalsen (norwegisch für Schädelbuchthals) sind eine 6 km lange Reihe felsiger Hügel an der Prinz-Harald-Küste des ostantarktischen Königin-Maud-Lands. Sie liegen unmittelbar westlich der Bucht Skallevika am Südostufer der Lützow-Holm-Bucht.
Norwegische Kartographen, die sie in Anlehnung an die Benennung der benachbarten Bucht Skallevika benannten, kartierten sie anhand von Luftaufnahmen der Lars-Christensen-Expedition 1936/37.